# 新橫濱王子大飯店

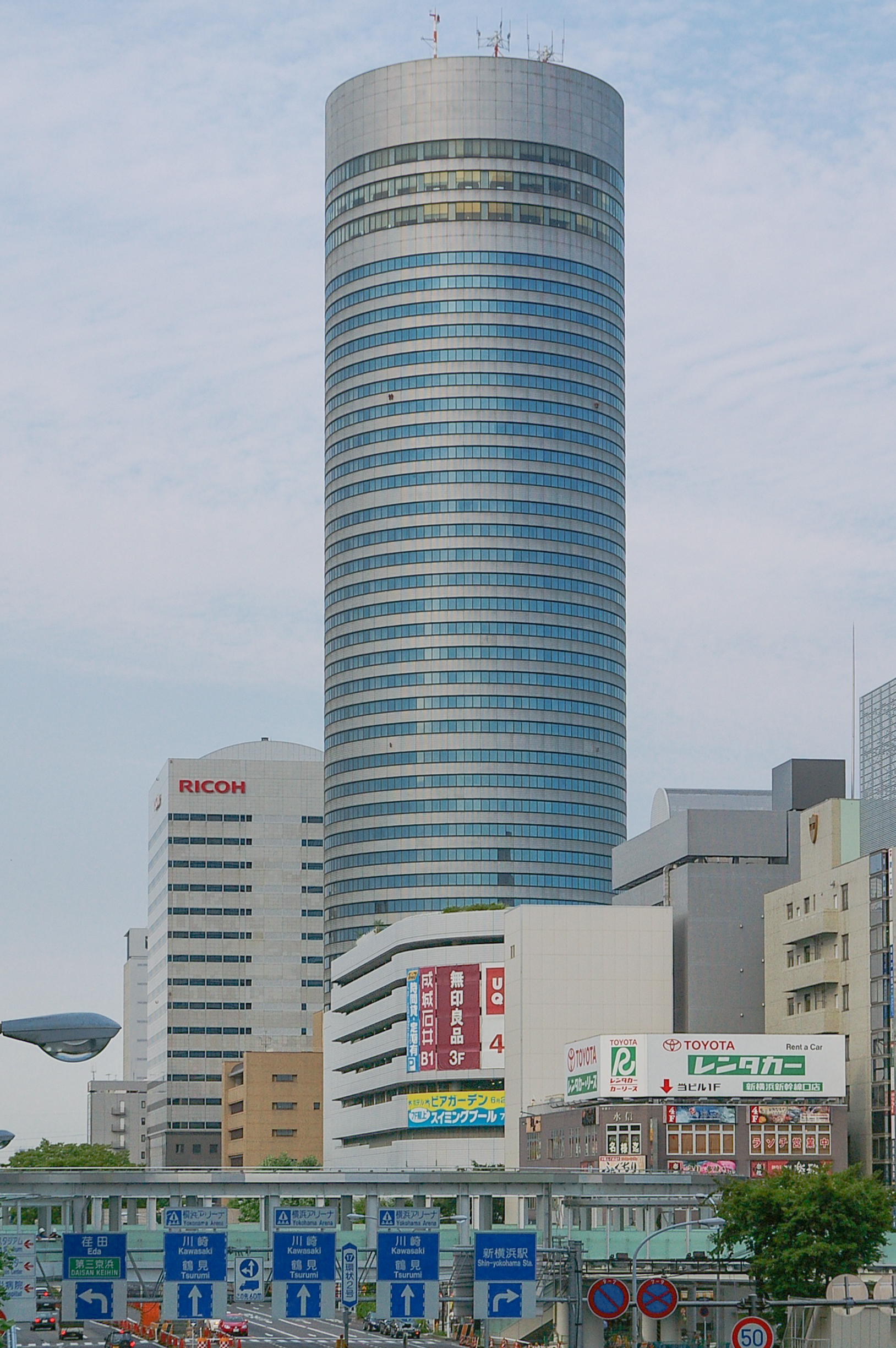

新橫濱王子大飯店（日语：新横浜プリンスホテル、しんよこはまプリンスホテル）是位於日本神奈川縣橫濱市港北區新橫濱的一家旅館，由王子大飯店運營。

## 历史
這座飯店開業於1992年3月，有42層，是日本最高的圓柱形摩天大廈。

## 外部連結
- 新横浜プリンスホテル （页面存档备份，存于）
- 新横浜スケートセンター （页面存档备份，存于）